# عامي أيالون
عميحاي «عامي» أيالون (بالعبرية: עמיחי "עמי" איילון، من مواليد 27 يونيو 1945) هو سياسي إسرائيلي وعضو سابق في الكنيست عن حزب العمل وكان سابقا رئيس الشين بيت جهاز الاستخبارات الإسرائيلية والقائد العام للقوات المسلحة من القوات البحرية وجاء في المركز الثاني لإيهود باراك في انتخابات زعامة حزب العمل في يونيو 2007 وعين وزيرا بلا حقيبة في سبتمبر 2007 وهو واحد من المستفيدين من أعلى وسام في إسرائيل وسام الشجاعة.

## روابط خارجية
- عامي أيالون على الموقع الإلكتروني للكنيست
- Ami Ayalon in Chicago (video), June 1, 2010